# Oswaldo Minda
Tilson Oswaldo Minda (Quito, 26 juli 1983) is een Ecuadoraans voetballer. In 2015 tekende hij een contract bij Barcelona SC uit de Campeonato Ecuatoriano de Fútbol.

## Clubcarrière
Minda startte zijn carrière bij het Ecuadoraanse Aucas. Bij Aucas was hij een vaste kracht met onder meer deelname aan de Copa Libertadores 2006. Na verhuurperiodes bij Club Deportivo Cuenca en Club Sport Emelec tekende hij in 2008 bij Sociedad Deportivo Quito. Bij Quito kreeg hij een vaste basisplaats. Hij hielp het team met het winnen van de competitie in zowel 2008 als 2011. Enkele dagen na zijn titelwinst in 2011 tekende hij bij het Amerikaanse Chivas USA. Bij Chivas had hij geregeld meningsverschillen met het bestuur. Zo gaf hij in 2013 aan al vijf maanden lang niet zijn volledige salaris te hebben ontvangen van Chivas. Minda kwam zonder club te zitten nadat voetbalclub Chivas USA aan het einde van 2014 werd opgeheven. Op 27 februari 2015 tekende hij een contract bij het Ecuadoraanse Barcelona Sporting Club.

## Interlandcarrière
Oswaldo Minda maakte zijn debuut in het Ecuadoraans voetbalelftal op 7 mei 2010 in een vriendschappelijke interland tegen Mexico. In 2011 nam hij met Ecuador deel aan de Copa América, waar het team in de eerste ronde strandde. Op 9 juni 2014 werd Minda bij de selectie voor het wereldkampioenschap voetbal gehaald, nadat Segundo Castillo afhaakte na een opgelopen blessure tijdens een oefeninterland.
| Interlands van Oswaldo Minda voor Ecuador | Interlands van Oswaldo Minda voor Ecuador | Interlands van Oswaldo Minda voor Ecuador | Interlands van Oswaldo Minda voor Ecuador | Interlands van Oswaldo Minda voor Ecuador | Interlands van Oswaldo Minda voor Ecuador | Interlands van Oswaldo Minda voor Ecuador |
| №                                         | Datum                                     | Wedstrijd                                 | Uitslag                                   | Competitie                                | Goals                                     |                                           |
| Als speler van Sociedad Deportivo Quito   | Als speler van Sociedad Deportivo Quito   | Als speler van Sociedad Deportivo Quito   | Als speler van Sociedad Deportivo Quito   | Als speler van Sociedad Deportivo Quito   | Als speler van Sociedad Deportivo Quito   | Als speler van Sociedad Deportivo Quito   |
| ----------------------------------------- | ----------------------------------------- | ----------------------------------------- | ----------------------------------------- | ----------------------------------------- | ----------------------------------------- | ----------------------------------------- |
| 1                                         | 7 mei 2010                                | Mexico – Ecuador                          | 0 – 0                                     | Vriendschappelijk                         | 0                                         |                                           |
| 2                                         | 16 mei 2010                               | Zuid-Korea – Ecuador                      | 2 – 0                                     | Vriendschappelijk                         | 0                                         |                                           |
| 3                                         | 4 september 2010                          | Mexico – Ecuador                          | 1 – 2                                     | Vriendschappelijk                         | 0                                         |                                           |
| 4                                         | 12 oktober 2010                           | Ecuador – Polen                           | 2 – 2                                     | Vriendschappelijk                         | 0                                         |                                           |
| 5                                         | 10 februari 2011                          | Honduras – Ecuador                        | 1 – 1                                     | Vriendschappelijk                         | 0                                         |                                           |
| 6                                         | 29 maart 2011                             | Peru – Ecuador                            | 0 – 0                                     | Vriendschappelijk                         | 0                                         |                                           |
| 7                                         | 21 april 2011                             | Argentinië – Ecuador                      | 2 – 2                                     | Vriendschappelijk                         | 0                                         |                                           |
| 8                                         | 28 mei 2011                               | Mexico – Ecuador                          | 1 – 1                                     | Vriendschappelijk                         | 0                                         |                                           |
| 9                                         | 1 juni 2011                               | Canada – Ecuador                          | 2 – 2                                     | Vriendschappelijk                         | 0                                         |                                           |
| 10                                        | 8 juni 2011                               | Ecuador – Griekenland                     | 1 – 1                                     | Vriendschappelijk                         | 0                                         |                                           |
| 11                                        | 13 juli 2011                              | Brazilië – Ecuador                        | 4 – 2                                     | Copa América                              | 0                                         |                                           |
| Als speler van Chivas USA                 |                                           |                                           |                                           |                                           |                                           |                                           |
| 12                                        | 10 augustus 2011                          | Costa Rica – Ecuador                      | 0 – 2                                     | Vriendschappelijk                         | 0                                         |                                           |
| 13                                        | 15 november 2011                          | Ecuador – Peru                            | 2 – 0                                     | Kwalificatie WK 2014                      | 0                                         |                                           |
| 14                                        | 10 juni 2012                              | Ecuador – Colombia                        | 1 – 0                                     | Kwalificatie WK 2014                      | 0                                         |                                           |
| 15                                        | 11 september 2012                         | Uruguay – Ecuador                         | 1 – 1                                     | Kwalificatie WK 2014                      | 0                                         |                                           |
| 16                                        | 11 oktober 2012                           | Ecuador – Chili                           | 3 – 1                                     | Kwalificatie WK 2014                      | 0                                         |                                           |

Bijgewerkt op 9 juni 2014.

## Erelijst
Deportivo Quito
- Campeonato Ecuatoriano

2008, 2009, 2011
 Barcelona SC
- Campeonato Ecuatoriano

2016